# Castanhau
La Castanhau és una comarca d'Occitània segons la classificació de Frederic Zégierman situada a Alvèrnia. La seva vila principal és Orlhac.